# Rumyana Chavdarova
Rumyana Chavdarova (Bulgaria, 10 de septiembre de 1950) es una atleta búlgara retirada especializada en la prueba de 1500 m, en la que consiguió ser medallista de bronce europea en pista cubierta en 1977.

## Carrera deportiva
En el Campeonato Europeo de Atletismo en Pista Cubierta de 1977 ganó la medalla de bronce en los 1500 metros, con un tiempo de 4:11.3 segundos, llegando a meta tras la británica Mary Stewart y su paisana búlgara Vesela Yatsinska.